# Windy
Windy é o extended play (EP) de estreia da cantora sul-coreana Soyeon. Foi lançado digitalmente em 5 de julho de 2021 e fisicamente em 6 de julho de 2021, através da Cube Entertainment e da Republic Records. Windy consiste em cinco faixas, incluindo o single principal "Beam Beam". O álbum apresenta o alter ego de Soyeon, Windy, que explora seus atuais e sonhos 20 anos.

## Antecedentes
Em 21 de maio de 2021, foi anunciado que Soyeon lançaria um álbum solo após 4 anos.
Em uma entrevista com a Vogue Korea na edição de julho, Soyeon expressou a diferença entre Windy e os álbuns de seu grupo: "(G)I-dle é significativo por si só, mas não pude mostrar tudo o que queria fazer. Eu fiz música que se encaixa no (G) I-dle e a música que os fãs gostariam. Mesmo antes da minha estreia, a música que eu queria fazer sozinha estava empilhada. Eu a peguei e coloquei neste álbum."
Para Soyeon, Windy é o seu outro eu, descrevendo-a como "uma amiga tão livre quanto o vento e que não se importa com os outros."

## Arte e embalagem
O design da embalagem do Windy é uma reminiscência de uma caixa de fast food para viagem. Ele apresenta um personagem de desenho animado, que é uma paródia do mascote de Wendy's, carregando uma bandeira com um hambúrguer nela.

## Composição
Windy é um álbum lançado da perspectiva do alter ego de Soyeon, uma alma livre como o vento, que contém canções de vários gêneros e conceitos únicos. O single "Beam Beam" é uma canção pop rock e hip hop que expressa os raios do sol, anunciando o nascimento de uma canção de verão de todos os tempos. "Weather" foi uma música inédita que os fãs estavam esperando, primeiro sugerida no Face ID da KakaoTV, onde ela fez uma aparição no programa. "Quit" foi descrita como uma música que qualquer pessoa pode desfrutar confortavelmente, enquanto "Psycho" é uma música com batidas impressionantes. A última faixa, "Is this bad b ****** number?", com Bibi e vencedora do High School Rapper 3 Lee Young-ji, é uma canção que mostra a química da Geração Z, descrita em um comunicado à imprensa.

## Promoção
Em 17 de junho, a Cube lançou um teaser contendo um personagem usando um chapéu de chef e uma bandeira de hambúrguer como ilustração com um fundo amarelo e fontes coloridas e a frase 'Grand Open 2021.07.05 18:00 (KST)'. Em 21 de junho, um vídeo teaser de conceito com música de fundo intitulado "Windy Burger", composto e escrito por Soyeon, foi lançado. No dia seguinte, uma programação promocional do álbum foi lançada na página oficial do grupo e nas redes sociais. Soyeon então lançou Blooming Windy Day 1 e Day 2, vídeos documentários com sua família, colegas de trabalho, produtores, membros da grupo, amigos de infância, mostrando sua vida diária e trabalho como uma "ídolo de artista" com habilidades de composição, escrita e produção, e o conteúdo de seu primeiro mini-álbum. Dois teasers do videoclipe da faixa-título, "Beam Beam", foram postados antes de seu lançamento em 3 e 4 de julho.

## Lista de faixas
| N.º            | Título                        | Letras                   | Música               | Duração |  |
| 1.             | "Beam Beam" (hangul: 삠삠)    | Soyeon                   | Soyeon Pop Time Kako | 2:47    |  |
| 2.             | "Weather"                     | Soyeon                   | Soyeon Pop Time      | 2:45    |  |
| 3.             | "Quit"                        | Soyeon                   | Soyeon Pop Time      | 3:09    |  |
| 4.             | "Psycho"                      | Soyeon                   | Soyeon Pop Time Kako | 2:35    |  |
| 5.             | "Is this bad b****** number?" | feat. Bibi, Lee Young-ji | Soyeon Kako Flip_00  | 2:45    |  |
| Duração total: | Duração total:                | Duração total:           | Duração total:       | 14:04   |  |

## Histórico de lançamento
| Região | Data               | Formatos                   | Gravadoras                           |
| ------ | ------------------ | -------------------------- | ------------------------------------ |
| Várias | 5 de julho de 2021 | Download digital streaming | Cube Republic Records Kakao M U-Cube |
| Várias | 6 de julho de 2021 | CD                         | Cube Republic Records Kakao M U-Cube |